# Nicolas Maurice-Belay
Nicolas Maurice-Belay (Sucy-en-Brie, Francia, 19 de abril de 1985) es un exfutbolista francés. Jugaba de centrocampista y se retiró en octubre de 2019.

## Clubes
| Club                       | País    | Año       |
| -------------------------- | ------- | --------- |
| A. S. Mónaco F. C.         | Francia | 2005-2006 |
| C. S. Sedan                | Francia | 2006-2007 |
| F. C. Sochaux-Montbéliard  | Francia | 2007-2011 |
| F. C. Girondins de Burdeos | Francia | 2011-2017 |
| Bergerac Périgord F. C.    | Francia | 2019      |

## Palmarés

### Títulos nacionales
| Título          | Club                       | País    | Año  |
| --------------- | -------------------------- | ------- | ---- |
| Copa de Francia | F. C. Girondins de Burdeos | Francia | 2013 |